# Neil Connery
Neil Niren Connery, född 16 december 1938 i Edinburgh, Skottland, död 9 maj 2021 i Edinburgh, var en brittisk skådespelare. Han var bror till Sean Connery och är mest känd för att ha spelat huvudrollen "Dr. Neil Connery", bror till Europas bäste hemlige agent, i agentfilmen Operation Lillbrorsan (1967), i vilken flera skådespelare från James Bond-filmerna medverkar. Därutöver har han medverkat i filmen The Body Stealers (1969) och spelat gästroller i ett par TV-serier.

## Filmografi
- 1969 – The Body Stealers
- 1967 – Operation Lillbrorsan